# 2025年和歌山県知事選挙
2025年和歌山県知事選挙（2025ねんわかやまけんちじせんきょ）は、2025年6月1日に投開票が行われた和歌山県知事を選出するための選挙。公選第23代県知事を選出した。

## 概要
第22代知事の岸本周平が、在職中の2025年4月15日に敗血症性ショックのため死去したことを受けて実施されるものである。

## 選挙データ
- 選挙事由 - 岸本周平の死去に伴う[1]
- 選挙形態 - 首長選挙
- 告示日 - 2025年5月15日
- 投票日 - 2025年6月1日

同日選挙
- 和歌山県議会議員補欠選挙（日高郡選挙区）

## 立候補者
届け出順。
| 氏名                           | 年齢 | 党派       | 現元新 | 職業・肩書                                          |
| ------------------------------ | ---- | ---------- | ------ | --------------------------------------------------- |
| 松坂美知子 （まつざか みちこ） | 68   | 日本共産党 | 新     | 日本共産党和歌山県委員会副委員長 元和歌山市議会議員 |
| 宮﨑泉 （みやざき いずみ）     | 66   | 無所属     | 新     | 前和歌山県副知事 元和歌山県知事室長                 |

## タイムライン
すべて2025年。予定を含む。
- 4月15日 - 第22代知事の岸本周平が敗血症性ショックのため急逝[1]。
- 4月18日 - 県選挙管理委員会が告示日を5月15日、投開票日を6月1日とすると決定[3]。
- 4月26日 - 自由民主党県連が副知事の宮﨑泉の擁立を決定[4]。
- 4月28日 - 宮﨑が会見で立候補を表明[5]。
- 4月30日 - 県内全21町村長でつくる県町村会が宮﨑の推薦を決定[6]。
- 5月7日 - 立憲民主党と国民民主党が宮﨑の推薦を決定[7]。社会民主党県連がこの日までに宮﨑の推薦を決定[8]。
- 5月8日
  - 日本共産党県委員会が副委員長の松坂美知子の擁立を発表。松坂が会見で立候補を表明[9]。
  - 立候補予定者説明会が行われ宮崎・松坂を含む3陣営が出席[10]。
- 5月9日 - 宮﨑が副知事を退任[11]。
- 5月12日 - 公明党が宮﨑の推薦を決定[12]。
- 5月15日 - 告示。
- 6月1日 - 投開票。

## 選挙結果
投開票の結果、宮崎が松坂を大差で破り初当選を果たした。
※当日有権者数：759,006人 最終投票率：39.86%（前回比：-0.49pts）
| 候補者名   | 年齢 | 所属党派   | 新旧別 | 得票数    | 得票率 | 推薦・支持                                                             |
| ---------- | ---- | ---------- | ------ | --------- | ------ | ---------------------------------------------------------------------- |
| 宮﨑泉     | 66   | 無所属     | 新     | 250,454票 | 84.14% | 自由民主党・立憲民主党・公明党・国民民主党・社会民主党和歌山県連合推薦 |
| 松坂美知子 | 68   | 日本共産党 | 新     | 47,215票  | 15.86% |                                                                        |